# 竹中登一
竹中 登一（たけなか とういち、1941年12月21日 - ）は、日本の実業家、獣医師、医学博士。アステラス製薬代表取締役社長CEO、同社代表取締役会長、日本製薬団体連合会会長、筑波大学連携大学院基礎医学系客員教授、東京大学大学院薬学系研究科特任教授等を歴任した。旭日重光章、紫綬褒章受章。

## 人物・経歴
愛知県刈谷市生まれ。愛知県立刈谷高等学校を経て、1964年岐阜大学農学部獣医学科卒業、獣医師免許取得、山之内製薬（現アステラス製薬）中央研究所薬理研究員。1980年東邦大学医学博士。2006年岐阜大学名誉博士。
1993年山之内製薬取締役創薬研究本部長。1997年常務取締役創薬研究本部長兼研究開発本部長。1999年専務取締役（経営企画・海外事業担当）。2000年代表取締役社長（CEO）。2005年アステラス製薬代表取締役社長（CEO）。2006年代表取締役共同会長。2008年代表取締役会長。2011年最高科学アドバイザー。
この間、1991年から2000年まで筑波大学連携大学院基礎医学系客員教授。2007年東京大学大学院薬学系研究科客員教授。2008年東京大学大学院薬学系研究科特任教授。同年日本製薬団体連合会会長。2011年再生医療イノベーションフォーラム初代副会長。2014年国立大学法人筑波大学学長選考会議委員。ヒューマンサイエンス振興財団会長も務めた。2017年日本マイクロバイオームコンソーシアム（JMBC）初代代表理事。

## 受賞・栄典
- 1995年 日本薬学会技術賞
- 1997年 発明協会内閣総理大臣表彰
- 1999年 科学技術長官表彰
- 2000年 紫綬褒章
- 2010年 大河内記念賞[5][2][11]
- 2011年 国際泌尿器科学会（SIU）パートナーシップ賞（Distinguished Partner Award）[1]
- 2012年 旭日重光章[12]
- 2017年 岐阜大学同窓会連合会会長表彰
- 2022年 Informa Pharma Intelligence Awards 2022 Lifetime Achievement Award（LAA）[13]